# Poletna palača Čengde
Gorsko letovišče Čengde (kitajsko: 承德避暑山庄; mandžurško:  Halhūn be jailara gurung) je velik kompleks cesarskih palač in vrtov v okrožju Šuangčjao v Čengdeju v severovzhodni provinci Hebej na severu Kitajske, približno 225 kilometrov severovzhodno od kitajske prestolnice Peking. To letovišče je bilo v času dinastije Čing pogosto uporabljeno kot poletna palača. Zaradi svoje obsežne in bogate zbirke kitajskih pokrajin in arhitekture je gorsko letovišče Čengde v mnogih pogledih vrhunec vse raznolikosti vrtov, pagod, templjev in palač iz različnih regij Kitajske. Leta 1994 je gorsko letovišče prejelo status svetovne dediščine.
Kot v večini kitajskih vrtov ali parkov imajo tudi tukaj stavbe pomembno vlogo. Mednje spadajo:
- Most borovega vetra
- Koča v osrčju vode
- Gorska hiša čistega miru
- Tempelj cvetličnega duha
- Vrata oblačne jame
- Paviljon za poslušanje slapa

Poletna palača je od leta 1961 uvrščena na seznam narodnega spomenika Ljudske republike Kitajske.
Čengde je eden od štirih znanih kitajskih vrtov, nacionalna enota za zaščito relikvij in turistična atrakcija razreda 5A na Kitajskem.

## Ime
Gorsko letovišče Čengde se včasih imenuje tudi Rehe Šinggong (热河行宫) ali Ligong (离宫).

## Zgodovina
Gorsko letovišče, zgrajeno med letoma 1703 in 1792 v času dinastije Čing, je bilo dokončano v 89 letih. Pokriva skupno površino 5,6 km2, kar je skoraj polovica mestnega območja Čengdeja. Gre za obsežen kompleks palač ter upravnih in ceremonialnih stavb. Templji različnih arhitekturnih slogov in cesarski vrtovi se harmonično zlivajo v pokrajino jezer, pašnikov in gozdov.
Cesarji Kangši, Čjanlong in Džjačing so tukaj pogosto preživeli več mesecev na leto, da bi se zatekli k poletni vročini v glavnem mestu Pekingu, zato je bilo območje palač v južnem delu letovišča zasnovano tako, da spominja na Prepovedano mesto v Pekingu. Sestavljeno je iz dveh delov: dvorišča spredaj, kjer je cesar sprejemal visoke uradnike, plemiče različnih manjšinskih narodnosti in tuje odposlance; in spalnice v zadnjem delu, ki so bile bivalni prostori cesarske družine, predvsem dvorana Janbodžišuang, kjer je cesar Kangši preživel skupno 12 poletij, cesar Čjanlong pa 52 poletij med svojim vladanjem. Cesarja Džjačing in Šjanfeng sta umrla med bivanjem v Čengdeju leta 1820 oziroma 1861.

## Podnebje
Gorsko letovišče Čengde je v prehodnem območju iz toplega zmernega v hladno zmerno območje. Ima polzmerno, polsušno celinsko monsunsko podnebje. Ima veliko temperaturno razliko med dnevom in nočjo. Pozimi je hladno in ima malo snega. Poleti ima veliko neviht, kar vodi do malo vročih obdobij. Gorsko letovišče Čengde je primerno za potovanje v vseh letnih časih, vendar je najboljše od aprila do oktobra.

## Slikovite točke
Gorsko letovišče je najbolj znano po 72 slikovitih točkah, ki sta jih poimenovala cesarja Kangši in Čjanlong. Številne slikovite točke okoli jezerskega območja letovišča so bile kopirane iz znanih urejenih vrtov na jugu Kitajske. Na primer, glavna stavba na Otoku zelenega lotosa, Stolp megle in dežja (烟雨楼; 煙雨樓; Yānyǔ Lóu), je zasnovana po vzoru stolpa ob jezeru Nanhu v Džjašingu v provinci Džedžjang.
Planotasto območje letovišča ima tudi značilnosti pokrajine mongolskih travnikov. Gozdnate gore in doline so posejane z različnimi stavbami. Med njimi je 70 metrov visoka kamnita kitajska pagoda, ena najvišjih na Kitajskem, zgrajena leta 1751 v času vladavine cesarja Čjanlonga. Pagoda ima osmerokotno podlago, devet nadstropij pa je okrašenih z barvitimi glaziranimi ploščicami, zvonik pa okronan z pozlačenim okroglim zaključkom.
Decembra 1994 je gorsko letovišče UNESCO uvrstil na seznam svetovne dediščine.

## Dogodki
Svetovno prvenstvo v ženskem bandiju 2018 je potekalo na naravno zamrznjenem ledu ob jezeru v kompleksu.

## Galerija
- Stolp na Mali zlati gori
- Ribnik lotosov
- Eden od mnogih paviljonov znotraj kompleksa
- Gorsko letovišče je posejano z jezeri in vrtovi, ki posnemajo pokrajine iz vse Kitajske
- 70 m visoka pagoda
- Zmajeva plošča z napisom cesarja Kangšija
- Primer mrežastih vrat
- Wenjinova soba
- Pogled iz ptičje perspektive na tempelj Xumi Fushou z vrha hriba v gorskem letovišču
- Vrata Lizheng - vhod rezerviran za cesarje Čing
- Dvorana Janbodžišuang - Cesar Džjačing in cesar Šjanfeng sta umrla v tej dvorani 2. septembra 1820 oziroma 22. avgusta 1861
- Led na jezeru, kjer je bilo leta 2018 odigrano svetovno prvenstvo v ženskem bandiju
- Tempelj Putuo Zongčeng

## Drugo branje
- Hevia, James Louis. "World Heritage, National Culture, and the Restoration of Chengde." positions: east Asia cultures critique 9, no. 1 (2001): 219-43.
- In 1998 Foreign Languages Press published "Imperial Resort at Chengde" to guide English language visitors.